# Ševko Okić
Ševko Okić (Gračanica, 26. srpnja 1988.) je bosanskohercegovački nogometaš koji trenutačno igra za hrvatskog četvrtoligaša NK Cres.

## Karijera
Karijeru je započeo u Labinu, u trećeligašu Rudaru. U Istru 1961 prelazi u ljetnom prijelaznom roku 2008., te je dobrim igrama u prijateljskim utakmicama odmah dobio priliku igrati u prvoj postavi. Kraj polusezone završio je kao najbolji Istrin strijelac, sa 6 pogodaka u 14 utakmica. Labinski športski novinari proglasili su ga najboljim labinskim nogometašem 2008. godine.
Nakon Istre nastupao je za mostarski Velež iz kojeg tijekom ljeta 2014. godine prešao u FK Sarajevo.

## Vanjske poveznice
- Profil  Arhivirana inačica izvorne stranice od 3. rujna 2014. (Wayback Machine) na fcsarajevo.ba
- Profil na hnl-statistika.com